# خلیج فونسکا

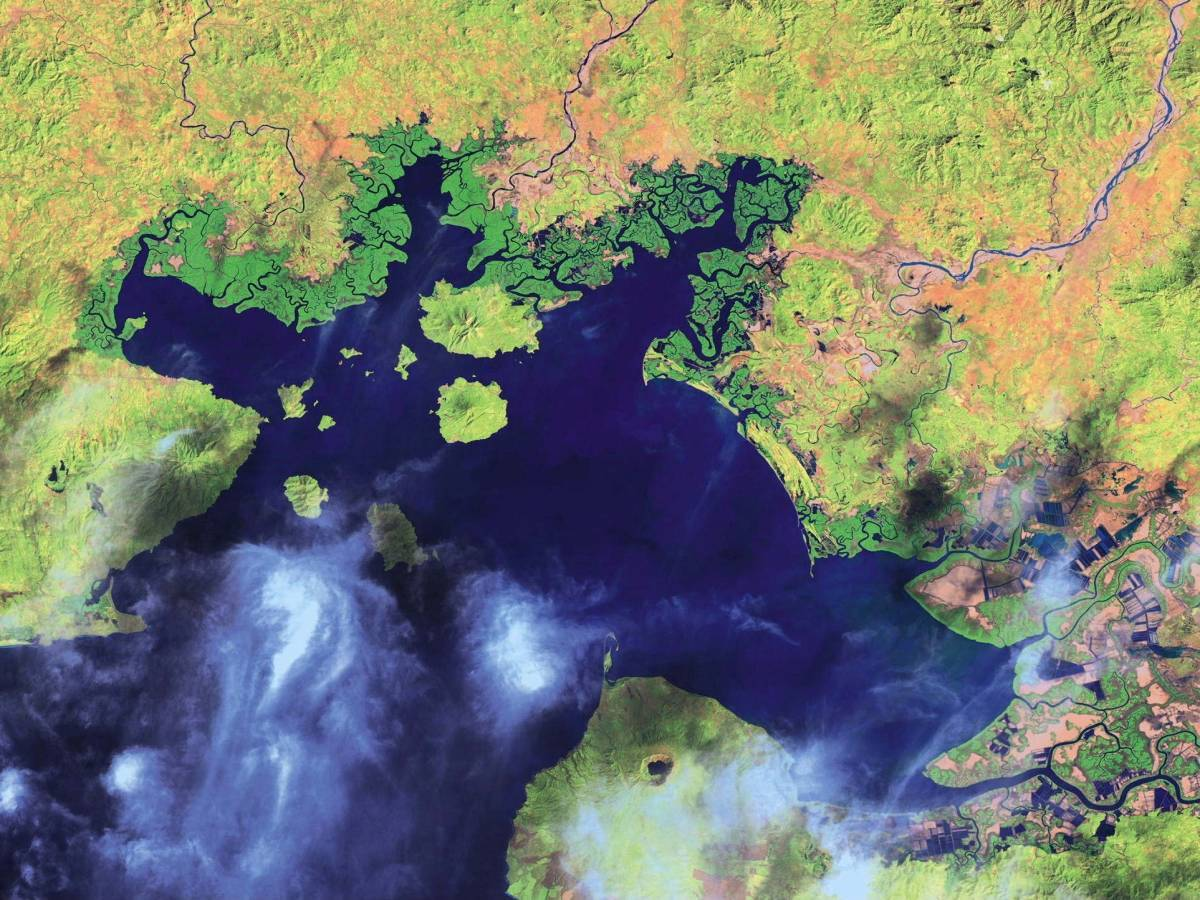
تصویر ماهواره‌ای خلیج فونسکا در سال ۲۰۰۱

خلیج فونسکا (اسپانیایی: Golfo de Fonseca‎؛ تلفظ [ˈɡol.fo ðe fon. ˈse.ka]) یک خلیج در آمریکای مرکزی و بخشی از اقیانوس آرام است که در اطراف السالوادور، هندوراس و نیکاراگوئه قرار گرفته و آن‌ها را احاطه می‌کند.